# Specialkarte von Deutschland und den benachbarten Ländern
Die Specialkarte von Deutschland und den benachbarten Ländern im Maßstab von 1 : 850.000 wurde von Ludwig Ravenstein (1838–1915) erstellt und vom Bibliographischen Institut, Leipzig, herausgegeben. Sie datiert etwa auf das Jahr 1883. Sie enthält ein Namensregister.

## Kartenschnitt
|            | Section 1b, Section 3a |           |
| Section 1a | Section 2              | Section 3 |
| Section 4  | Section 5              | Section 6 |
| Section 7  | Section 8              | Section 9 |

## Statistiken
|  |  |
|  |  |